# Cogulla

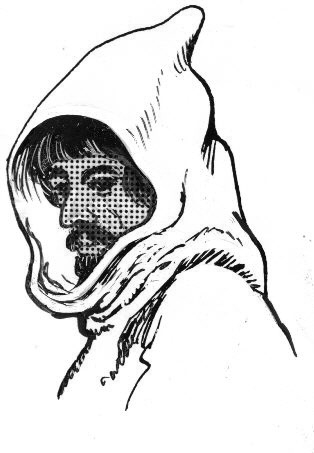
Dibujo de un monje con cogulla sobre la cabeza.

Una cogulla o colobio es una túnica con capucha utilizada en la liturgia católica y como parte del hábito de algunas órdenes religiosas. La cogulla es un hábito monástico, no es un ornamento litúrgico.
Se trata de un hábito muy ancho, con pliegues longitudinales y unas grandes y largas mangas. Tradicionalmente ha sido el hábito monástico por excelencia, especialmente de la orden de los benedictinos. Se utilizaba en los actos de la vida comunitaria, tales como las reuniones en el capítulo y las plegarias de la liturgia de las horas. Su color característico es negro para los benedictinos y blanco -exceptuando el escapulario- para los cistercienses.

## Historia
Su origen proviene de diversos vestidos romanos como la pænula, el planeta o la casula. De estas vestimentas evolucionó hacia dos direcciones. La una llevó, en parte, a la casulla litúrgica, mientras que la otra desembocó en el hábito del coro de los monjes.

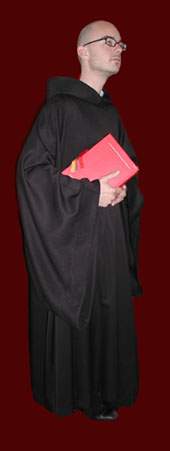
Monje católico con cogulla.

La cogulla es traje antiquísimo como lo demuestra su nombre y traza usado con muy pequeña variedad desde antes de la venida de Jesucristo por personas de la mayor importancia en aquellos tiempos, con la diferencia que unos las llevaban con mangas y otros sin ellas y les llamaban colobios o túnicas largas, y se hacía tan grande estimación de esta clase de vestidos que no eran permitidos a los esclavos. Este traje, como signo de libertad de la esclavitud del demonio, fue adoptado para los que se iban bautizando por los primeros fundadores de la Iglesia católica desde que lo vistieron los apóstoles. Los varones apostólicos que siguieron la virtud cristiana para llegar a la perfección, los imitaron también en el vestido.

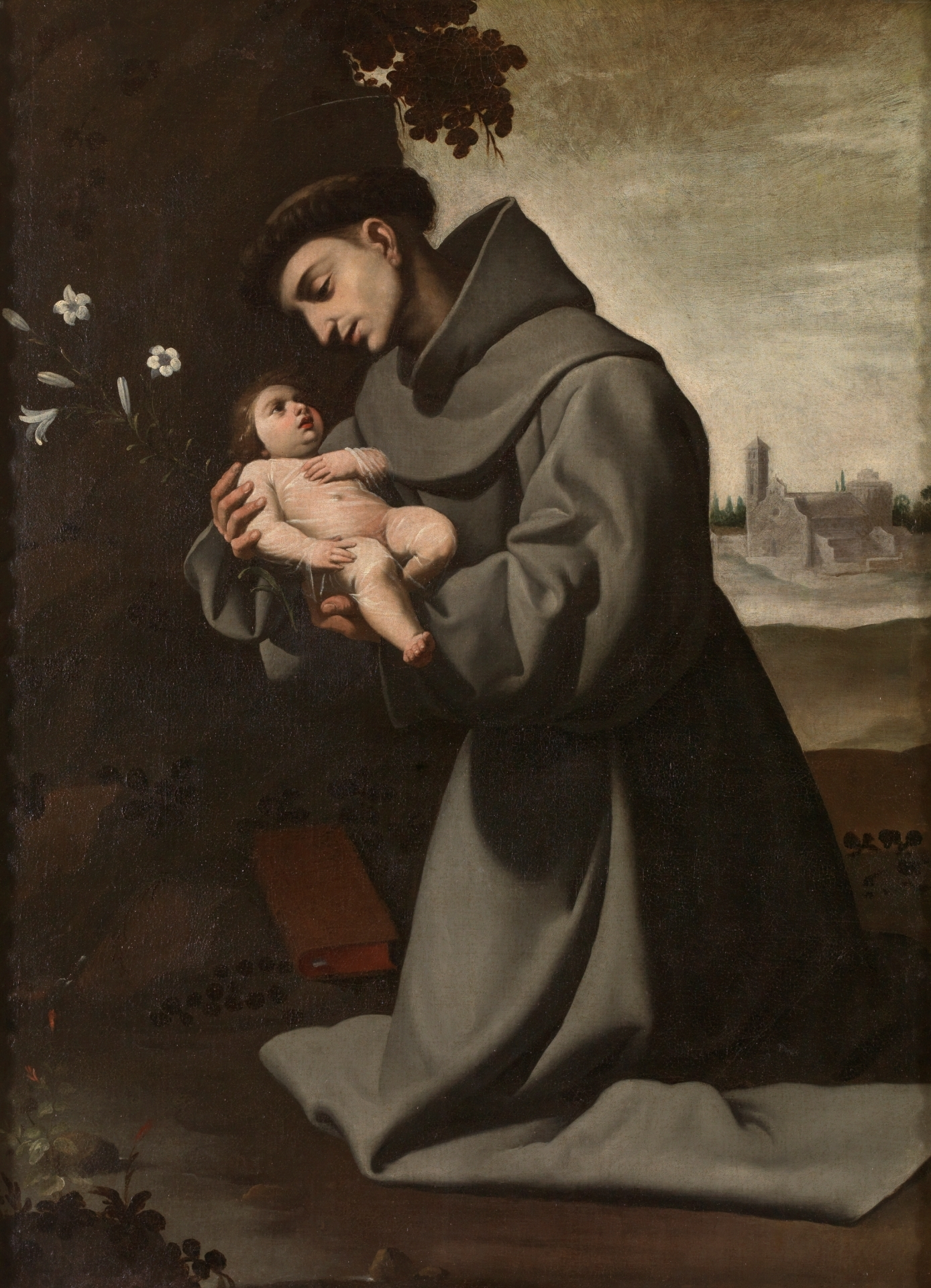
San Antonio de Padua con cogulla.
Francisco de Zurbarán, 1640.

Los monjes desde su origen le señalaron como hábito apostólico y religioso y le vistieron con el nombre de cogulla talar manicata por haberle usado ya los primeros cenobitas, cuya antigüedad certifica el célebre Obispo Mitatense, Guillermo Durando, cuando dice que la cogulla de los monjes fue tomada de los colobios apostólicos, la cual se formaba al modo de una dalmática en que se significaba una cruz, dándose a entender en ella que crucificaban los vicios y malos deseos: en el color negro denotaban el menosprecio del mundo, y en lo largo la perseverancia en el bien. Se halla en la historia eclesiástica memoria remota de este traje: por los años 275 y tiempos del Papa Eutiquiano ya se aconsejaba y ordenaba en el quinto de su pontificado, que fue el de 283 que quien enterrase a algún mártir no lo hiciese sin vestirle antes el colobio. De aquí tuvo origen la pía costumbre de enterrarse a los fieles con el hábito de religiosos. Y esto nació de la gran veneración que se tenía a este santo hábito por haberle traído e inventado los apóstoles. Por los años de 300 nos dice San Jerónimo que en Tebaida y Palestina le vestían los monjes y que llegaron a tanta penuria de vestidos que nunca se quitaban del cuerpo el colobio o lebeton.

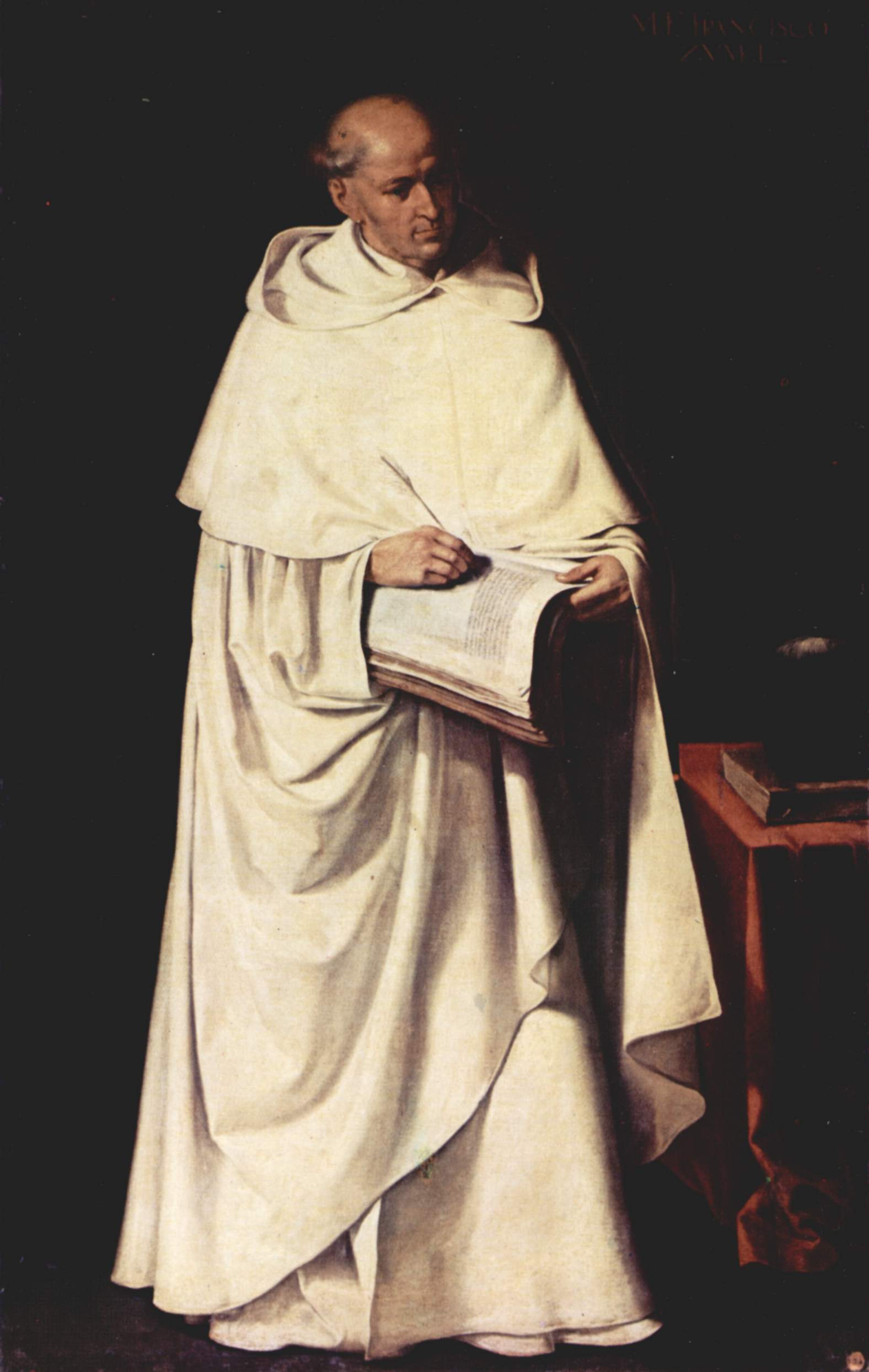
Retrato de Francisco Zumel.
Francisco de Zurbarán, 1633.

En tiempos del papa Silvestre I se introdujo también este vestido entre los clérigos, según lo refiere San Anselmo, colector de sus decretos, en estas palabras: 

Desde San Silvestre y sus clérigos comenzó á usarse mucho los colobios: de ellos usaron Marcos, Julio y Liberio por habérselo ordenado así, y después pasaron los colobios a ser dalmáticas.'

Los monjes ancianos de Egipto usaron este hábito sin mangas, y dice la Historia eclesiástica de Sozomeno que era para dar a entender al monje que no ha de tener manos para vengarse de las injurias que le hicieren. El monje Casiano y San Isidoro siguen este parecer en la etimología, si bien cuando quitaron las mangas al colobio fue con celo de mayor aspereza y penitencia por estar más expuestos a las inclemencias del tiempo, minorando así la defensa que al frío y al calor los podía hacer. Reunidos los monjes, llegó a notarse por cosa indigna de gente perfecta el llevar los brazos descubiertos por indicio de poca honestidad y que se daba motivo a murmuración, y porque ésta cesase se vieron obligados a poner las mangas al colobio en la forma que hoy se usa y trae, si bien entonces con más economía y menos coste. El P. M. Yepes afirma que este género de vestido usado por los monjes antiguos y llamado colobio hasta el año 600 es la cogulla talar manicata plegada que hoy se lleva en la religión, distinta de la que se dice Cuculla, cuya voz significa capilla, no cogulla o capa talar de mangas largas y dilatadas que con pliegues traen ceñidas los monjes, ya sean de estameña negra como los Basilios, Benitos o blanca como los Bernardos. En la historia vemos ser sinónimos los nombres de colibio, lebeton, lebetonario, lloco, capa, túnica y cogulla.